# Bryum californicum
Bryum californicum là một loài rêu trong họ Bryaceae. Loài này được Sull. mô tả khoa học đầu tiên năm 1856.